# Биљана Станковић Лори
Биљана Станковић Лори (Нови Сад, 27. март 1974) српска је феминисткиња, активисткиња, уметница перформанса и глумица. Заједно са Чарном Ћосић је основала прву лезбијску организацију у Војводини - Новосадску лезбијску организацију чија је била извршна директорка од 2005. године до њеног гашења 2015. године. Била је полазница Центра за женске студије и истраживања Милева Марић Ајнштајн у Новом Саду. 
Лори је оснивачива два феминистичка театра, ФЕНС и ACT women театар, ције су представе игране широм земље и региона. Значајне представе у којима је Лори учествовала су „Траг људских зуба” креиран по књизи Мирјане Ојданић и „Вагинини монолози” по књизи Ив Енслер. 
До сада је глумила у три филмска остварења. То су: „Пирика на филму” који је режирао и за који је написао сценарио Желимир Жилник, „Партизански песмоказ. Београдска прича” у сарадњи са московско-петроградском групом Chto Delat и Бироа Београд и у финском остварењу „Happynote”.
Од 2016. године живи у Финској, а од 2017. је предавачица на Универзитету Источне Финске на курсу „Расизам, предрасуде и дискриминација култура”.

## Биографија

### Рани живот
У детињству Биљане Станковић Лори осећај безбрижности је био доминантан. Своје емотивне изазове који су настали као последица развода њених родитеља претварала је у креативност и снагу. Она заслугу за то приписује својој баки и деки са мајчине стране, са којима је углавном живела. Најлепша сећања носи из времена када је ишла у обданиште и забавиште. Лори наводи да је научила рано о солидарности, поштовању и једнакости током одрастања у мултинационалној средини у којој су биле присутне различитости свих врста. У основној сколи стратешки је прилазила уплаканој деци. Умела је да средства распоређује за све и да слаже ако би на одређено време заштитила праведне. Сваког послеподнева или викенда се дружила са свом комшијском децом разних националности и етницитета (Мађари, Словаци, Муслимани, Роми, Румуни, Албанци, Македонци, Срби). Лори истиче вредност и снагу таквог одрастања.
| „ | Тада се нико тиме није бавио, сви смо били само деца и то нам је био разлог да будемо заједно. На националност се гледало као на боју косе или очију, крај. | ” |

### Образовање
Највеће образовно искуство Биљане Станковић Лори у младости представља похађање Гимназије Јан Колар (Jan Kollar) у Бачком Петровцу, словачкој вароши у Војводини. Школа је тада имала само прву смену, што је за последицу имало рано устајање све четири године, а на то је утицала и недовољна редовност превоза до Бачког Петровца. Иако су у гимназији учили српски језик, учили су и језик средине све четири године. Лори сматра да су овим сви животно профитирали тим искуством, и духовно и ментално. Наводи и да су сви створили нераскидива међукултуролошка пријатељства „где љубав не прави компромисе”. 
Након Гимназије Јан Колар уписала је основне студије на департману српској језика и књижевности Филозофског факултета у Новом Саду. Ту се током похађања предмета „Анализа дискурса” упознала са професорком Свенком Савић који га је предавала. Лори истиче да је била одушевљена тим предметом и избором садржаја за анализе текста, говорних ситуација и комуникације генерално. У том периоду се заинтересовала и за феминизам. Професорка емерита Свенка Савић тада је водила и алтернативне женске студије Милева Марић Ајнштајн у Новом Саду. Лори је била у првој генерацији полазница 1997. године, након чега њен живот добија „још веће изазове, нове смислове и сврхе” касније употребљене у њеном креативном и активистичком раду. 
Менторка Биљане Станковић Лори за дипломске радове на редовним и алтернативним студијама била је Свенка Савић. Назив њеног дипломског рада из анализе дискурса је  „Фразе уљудног опхођења у српскохрватском језику”. На женским/родним студијама нјен дипломски рад је оснивање феминистичког театра са кратком скеч представом која је написана на основу националистичког вица и претворена у позитивно сагледавање културолошких разлика народа бивше Југославије. 
Током похађања женских студија, Лори је учествовала у трогодишњој обуци за хуманитарни рад са рањивим групама. Свенка се бавила феминистичком теологијом где је била повезана са женском Екуменском мрежом која је нудила тренинге на ову тему. Иако није религиозна, Лори је прихватила ову вишегодишњу едукацију где је препознала значај и директном пружању помоћи онима који су угрожени или оштећени током својих живота. Наводи да је поносна на такву одлуку и да „у средини која ти није најкомфорнија највише можеш научити о себи као човеку.” Пошто је позориште био велики део њеног активистичког изражаја, као значајним издваја и учешће на женском Трансит фестивалу у Один Театру 2004. године у Данској. Лори је ту учествовала на неколико радионица о покрету и гласу, а такође је упознала и уметнице које „стварају своја дела из сопствених идентитета, из преживљених траума, из ратова, живота у резерватима”.
Лори поред српског језика, говори енглески и фински.

## Активизам
Лори је од 1999. до 2003. године радила у Хуманитарном Центру у Новом Саду. Ту се бавила ромским избеглицама са Косова, едукацијом деце и младих. Креирала је приручник за предшколце на албанском и српском језику, сарађивала са основним школама и социјалним службама. Од 2008. до 2010. године је је била бранитељка људских права за представнике/ce Европске Уније у Стокхолму и у Бриселу, при организацији Kvinna Till Kvinna и сарадњи са организацијама Амнести интернашнал и Front Line Defenders. Волонтирала је и сарађивала са разним организацијама за људска права у Србији: Жене у црном, Жене на послу, Инцест траума центар, Аутономни женски центар, Бефем фестивал, СОС телефон.

### Новосадска лезбијска организација
Биљана Станковић Лори је заједно са Чарном Ћосић основала прву лезбијску организацију у Војводини - Новосадску лезбијску организацију (НЛО). Била је извршна директорка ове организације од 2005. до 2015. године, односно када је НЛО престао са радом. Организација је основана 24. октобра 2004. године, када се десетак лезбијки скупило у Лорином дневном боравку, једва виђене у сопственом граду како Лори истиче. Оснивању организације је кумовала Лепа Млађеновић, а идеја је настала на трећој лезбијској недељи под називом „Наша мрежа, наша снага” у Новом Саду. Њена мајка није подржавала њен лезбијски идентитет. Три и по године су водиле парницу поводом куће који су бака и дека оставили Лори. Лори је парницу добила априла 2004. године, а та кућа је наредних шест година коришћена као сигуран простор за лезбијке и за просторије Новосадске лезбијске организације. На зидовима су били графити, ту је био полован намештај, неупарене чаше и шоље, различити јастуци и остали детаљи који су били лични допринос лезбијки. Многе су волеле да у простору имају нешто своје и своје место за личне стварчице. Идеја Чарне Ћосић је била да ту дочекају 2005. годину што се и догодило. Ускоро им се придружила и Јелена Анђеловски, антивисткиња Инцест Траума Центра и касније Аутономног женског центра. До лета 2005. године организација није имала скоро никакву финансијску подршку, а регистровале су организацију 2005. године о свом трошку. 
| „ | Све моје дестинације, сва кретања, застајкивања и задржавања координирале су жене. Од оних у породици до оних на улици. Од оних које су ме рађале до оних које су ме сахрањивале. | ” |

На почетку су радионице држале Чарна, Лори и Јелена. Једна од значајних активности су и Биг Систер викенди који су умрежавали лезбијке из земље и региона. Отварање првог Биг Систер викенда се одиграо у јавном простору, када још ни годину дана нису постојале. У једном моменту је простор организације био и приватно боравиште за све оне које су биле на путу ка својој аутономији.Још једна дугогодишња активност организације је и фестивал Уметност ради акције који је спајао уметност и активизам уз учешће активисткиња из земље, региона, али и света. Поред тога организовале су часове италијанског, спортске активности, филмске  и поетске вечери, радионице за примењену уметност, диџејке су пуштале музику одређеним данима итд... У оквиру рада ове организације проистекла је збирка лезбијских прича из региона бивше Југославије под називом Пристојан живот, а који је уредила Драгослава Барзут. Ова збирка је окупила 21 ауторку и њихове 42 приче које носе лезбијске мотиве.
Када је Лорина саборкиња и пријатељица, Чарна Ћосић сазнала за своју болест, она и Лори су одлучиле да направе перформанс. Снимиле су њихове телефонске разговоре о договорима окупљања са лезбијкама, изрецитовале су стихове, упаковале су све у пола сата перформанса названог FreeFall према песми Лори Андерсон. Желеле су да обе буду свесније мираза које требају преузети једна од друге, Лори наводи. Чарна и Лори су у марту у Скопљу јавно одиграле свој перформанс. Како је Лори рекла „Тада ништа није било значајније од сазнања колику снагу једна жена може имати када живи за свој грош. Или када умире за свој грош.” Чарна је преминула три месеца касније, у 31. години 3. јуна 2006. године.
| „ | До 2006. године мој приватан живот већ се сав испросипао по лезбијском активизму и гету. Уопште нисам марила за тај свет ван гета. Вероватно како ни тај свет није марио за мене, лезбијку. | ” |

Од 2006. године кренула су да шире своје активности, али и да сарађују са медијима и да истражују могућност рада у јавном простору. У једном моменту од њих пет, три је било аутовано. Желеле су да се поклони више пажње лезбијском активизму 2007. године, па су организовале сећање на све важне лезбијске пројекте што је трајало три дана у просторијама Независног Удружења Новинара Војводине. Наставиле су своје активности у просторијама Црне куће (Омладински центар ЦК13). Тада је једно кратко време НЛО било и саветовалиште за нехетеросексуалне жене. Пред организовање Прајда 2011. године, организација је гађана Молотовљевим коктелима након чега је организована трибина на којој је, поред Лори и осталих учесника и учесница, говорила и Борка Павићевић. Због свог активизма Лори је често била нападана на улици.
Маја 2012. године па све до гашења организације 2014. године седиште НЛО било је МаТерра. Тај простор је припадао Терра филму, а Желимиp Жилник је посредовао у томе и био је савезник НЛО.

## Уметнички рад
Биљана Станковић Лори у свом раду спаја феминизам и уметност. Она је 1998. године на поменутој обуци за хуманитарни рад била у, поред осталих земаља, Шкотској где се први пут сусрела са појмом сторителинга у кући Роберта Бурнса (Robert Burns).Лори је учествовала је у оснивању два театра: ФЕНС театар у Новом Саду и ACT women у Београду. Та тај начин је учествовала у ширењу феминистичких и антимилитаристичких порука, а њихове представе и перформанси су игране испред полицијских станица, на пијацама, испред судова, односно тамо где су се кретали грађани и грађанке. У активистичкој уметности предстаљале су гласове потлачених група, а бавиле су се и темама сексуалног образовања.
Једна је од ауторки поезије која је објављена у збирци „Ово није дом”.

### Оснивање ФЕНС иACT womenтеатра
Оснивање ФЕНС (Феминисткиње Новог Сада) театра је био део дипломског рада Лори на алтернативним Женским студијама Милева Марић Ајнштајн фебруара 1999. године. Дипломска представа је изведена уз помоћ још шест полазница, али следећих десет година њега су чиниле Олга Бланарик Схаде и Лори. ФЕНС театар представља минималистички женски театар у покрету. Лори је и Олга су играле кратке представе које је Лори написала на основу конвенције о правима деца. Представе су изводиле по избегличким камповима у Војводини од 1999. до 2003. године, а путовале су са медицинским тимом Новосадског Хуманитарног Центра. Група иза себе има више од 134 представе које су изведене широм бивше Југославије. Поред ФЕНС театра, Лори је и једна од оснивачица ACT women театра (Art club taboo). Остале оснивачице овог театра су Зое Гудовић (Београд), Дијана Матишијевић (Загреб) и Биљана Иличић из Кикинде. Група је основана 2003. године, а званично је регистрована 2010. године. Сарађивала је поред осталих и са ДАХ театром.
На предлог Надежде Радовић, Лори је режирала и глумила у представи „Траг људских зуба” по књизи ауторке Мирјане Ојданић. Представа је рађена по истинитој причи, представља збирку исповести жена које су користиле услуге склоништа за жене жртве насиља које је морало бити затворено након инцидента које представа приказује. Ову представа је екранизована на ТВ Војводина и такође је урађена емисија на ту тему. Представа Траг људских зуба је приказана широм Србије и региона бивше Југославије, на феминистичким програмима и фестивалима који су се бавили женским правима. Лори је била део представе „Вагинини монолози ” која је рађена по књизи Ив Енслер (Eve Ensler). Ив је написала ову монодраму на основу исповести више од 200 жена, а била је повод и за програшење В дана (V day) који скреће пажњу на сексуално насиље над женама. Лори је била једна од учесница на јавном разговору на ову тему, као и Ив Енслер, Ана Имшировић Ђорђевић и Рада Борић 2012. године.

#### Migracija Kraljice Lenke – Srbija u Finsku
Значајан пројекат чији је Лори део је онај Института за научна истраживања Северне Карелије под називом „Изгубљена рукавица и друге приче: Искуства граница, мобилности и нових суседстава” (Kadonnut kinnas ja muita tarinoita). Овај пројекат комбинује истраживачке и уметничке методе у проучавању мобилности људи у Финској. 
Лорин десетогодишњи пас, Ленка, због здравственог стања није могла да путује летовима са преседањем. Због тога су Лори и она путовале аутомобилима, возовима и бродовима да стигну до њихове дестинације. Том приликом, Лори је креирала перформанс и друштвену игру под називом „Миграција Краљице Ленке – Србија у Финску” у оквиру горе поменутог пројекта. Перформанс је изведен у музеју Carelicum у Финској, Музеју савремене уметности Војводине... Такође, на Аутономном фестивалу жена 2022. је поделила причу о краљици Ленки.

### Филмске улоге
Биљана Станковић Лори је глумила у биографском видео есеју „Пирика на филму” који је режирао и за који је написао сценарио Желимир Жилник. Овај документарац прати Пирику 44 године након што се појавила у филмовима Желимира Жилника „Мали пионири” и „Рани радови” који су награђени и Златним медведом. Лори је имала улогу и у остварењу „Партизански песмоказ. Београдска прича” московско-петроградске групе Chto Delat  и Бироа Београд. Снимљен је 2009. године у Београду. У филму се приказује угњетавање Рома смештеним у околини луксузног насеља Белвил 2009. године пред Универзијаду, радника који је самом себи одсекао прст, положај лезбијке којој су навијачи разбили главу и инвалида који је одбачен од друштва. Глумила је у филму „Happynote” који је режиран од стране Arpan Dutta 2018. године

## Академска каријера
Биљана Станковић Лори је од 2007. до 2013. године учествовала у настави на Универзитету у Новом саду, департману за новинарствo при курсу „Извештавање о другима”. Биљана Станковић Лори од 2017. године ради као ванредна професорка на Универзитету Источне Финске где је предавачица на курсу „Расизам, предрасуде и дискриминација култура”. То је уједно њен први посао у Финској где је, како наводи, видљива, корисна и поштована као дугогодишња активисткиња из Србије. Од 2020. до 2022. је радила као истраживачива на овом Универзитету на тему о дигиталне едукације и неједнакости међу младима.